# Ian Fleming

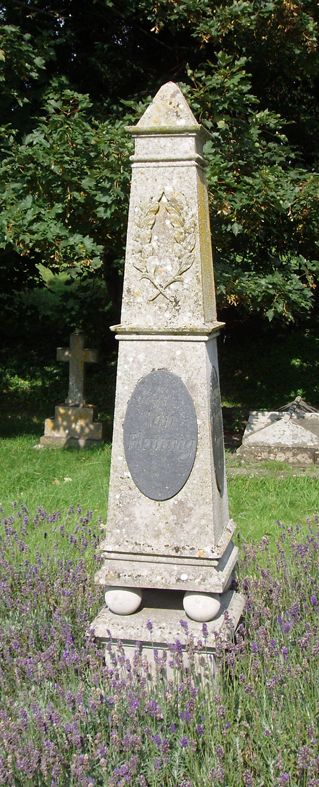
Ian Flemings grav i Sevenhampton nära Swindon i Wiltshire, Storbritannien.

Ian Lancaster Fleming, född 28 maj 1908 i Mayfair, London, död 12 augusti 1964 i Canterbury, Kent (i en hjärtinfarkt), var en brittisk (engelsk) journalist och författare som främst är känd för att ha skapat James Bond. Det blev tolv romaner och två novellsamlingar om denne gentlemanna-agent. Dessutom har han skrivit barnboken Chitty Chitty Bang Bang.

## Bakgrund
Ian Fleming var sonson till en mycket rik skotsk bankman, Robert Fleming, och son till officeren Valentine Fleming (1882–1917) som dog under första världskriget. Ian Fleming växte upp med sin mor Evelyn Fleming (1885–1964) och syskonen Peter (1907–1971), Richard (1910–1977), Michael (1913–1940) och Amaryllis (1925–1999), vars far var konstnären Augustus John. Fleming var kusin med skådespelaren Christopher Lee.
Han fick en klassiskt ståndsmässig utbildning vid Eton College och utmärkte sig där på sportarenan. En annan arena han utmärkte sig på var dock inte gängse på Eton, nämligen den amorösa; Fleming hade samma lust till kvinnor som sin Agent 007.[källa behövs]
Efter sina studier sökte han till militären där han inte passade in så väl. Före andra världskrigets utbrott tjänstgjorde han som journalist vid Reuter och bevakade bland annat en spionrättegång i Moskva. En inbjudan till en lunch med chefen för Royal Navys underrättelsetjänst John Henry Godfrey 1939 ledde till att han blev kommendörkapten och underrättelseofficer under andra världskriget. Fleming var dock själv aldrig verksam i fält, utan var stabsofficer och planeringsansvarig för olika operationer. Den amerikanska underrättelseorganisationen OSS fick många goda råd av Fleming då man startade sin verksamhet.[källa behövs] OSS blev grunden till dagens CIA. Det var också under sin tid i OSS som han först började slipa på en idé som så småningom blev James Bond-böckerna.

## James Bond
Flemings semestrar i huset Goldeneye på Jamaica var sysslolösa (bortsett från umgänget med de andra Londoncelebriteter som semestrade där, bland andra Noel Coward). Fleming satte därför i gång att skriva romaner. År 1953 ser James Bond dagens ljus i Casino Royale och sedan rullar det bara på med ungefär en bok om året. James Bond är i mångt och mycket Ian Fleming själv. Även om Bonds uppdrag är fiktiva finns stoff i böckerna från Flemings egen tid som hemlig agent och spion. Ian Fleming ledde en hemlig grupp på 200 officerare under andra världskriget och lärde då känna Patrick Dalzel-Job. Dalzel-Job var en agent som hade svårt att lyda order men var språkbegåvad och en riktig hjälte. Han kunde spränga krigsfartyg, manövrera miniubåtar och åka skidor baklänges. Patrick Dalzel-Job var själv författare men läste aldrig böckerna om James Bond. Han avled 2003. En annan förebild för James Bond var Fitzroy Maclean, en skotsk soldat, diplomat och författare. 
Den överklassbakgrund som Fleming hade och den koloniala tidsanda som han vuxit upp under märks ibland tydligt i till exempel hans beskrivning av kvinnor och mörkhyade. Först var Fleming emot att Sean Connery skulle gestalta James Bond eftersom Connery kom från ett fattigt arbetarhem i Skottland och dessutom inte hade gått på Eton. Fleming hade hellre sett till exempel sin kusin, Christopher Lee, i huvudrollen. (Lee skulle dock senare få rollen som Bondskurken Francisco Scaramanga.) Efter den första filmen, Agent 007 med rätt att döda (1962), var dock Fleming så imponerad av Sean Connery att han lät James Bonds rötter förläggas till Skottland och få delar av sin utbildning på Fettes College, en internatskola i Edinburgh.
Efter flera turer kring rättigheterna till romanen Åskbollen (se vidare om upphovsrätten till romanen Åskbollen och filmen med samma namn) och efter ett alltför vidlyftigt leverne blev Flemings hälsa allt sämre. Under konvalescensen från en hjärtattack skrev han barnboken Chitty Chitty Bang Bang. Men krafterna tröt snart och vid 56 års ålder dog han i ännu en hjärtattack.
Ian Flemings fru sedan 1952, Anne Geraldine Mary Charteris, hatade James Bond och ansåg att det enda den figuren gjort var att ha ihjäl hennes make. Sonen Caspar Robert tog sitt liv 1975, vid 23 års ålder, och Anne dog i cancer 1981, 68 år gammal. 

### Bondböcker efter Fleming
Efter Flemings död har andra författare fortsatt skriva om James Bond. Kingsley Amis skrev under pseudonymen Robert Markham boken Colonel Sun (1968). Mellan åren 1981 och 1996 skrev John Gardner 16 böcker. Sedan har Raymond Benson skrivit tolv böcker om Bond, Charlie Higson skrivit sju om den unge Bond, och 2010 annonserades att Jeffery Deaver kommer att skriva åtminstone en bok.

## Filmer om Fleming
Fleming har gestaltats på film tre gånger: dels i filmen Goldeneye (1989) med Charles Dance i huvudrollen, dels året efter i En spions historia med Jason Connery (Sean Connerys son) som Fleming, dels i The Ministry of Ungentlemanly Warfare med Freddie Fox som Fleming.

## Biografier över Fleming
- The life of Ian Fleming av John Pearson (1966)
- Ian Fleming: The Man Behind James Bond av Andrew Lycett (1996)